# Kasteel d'Harveng

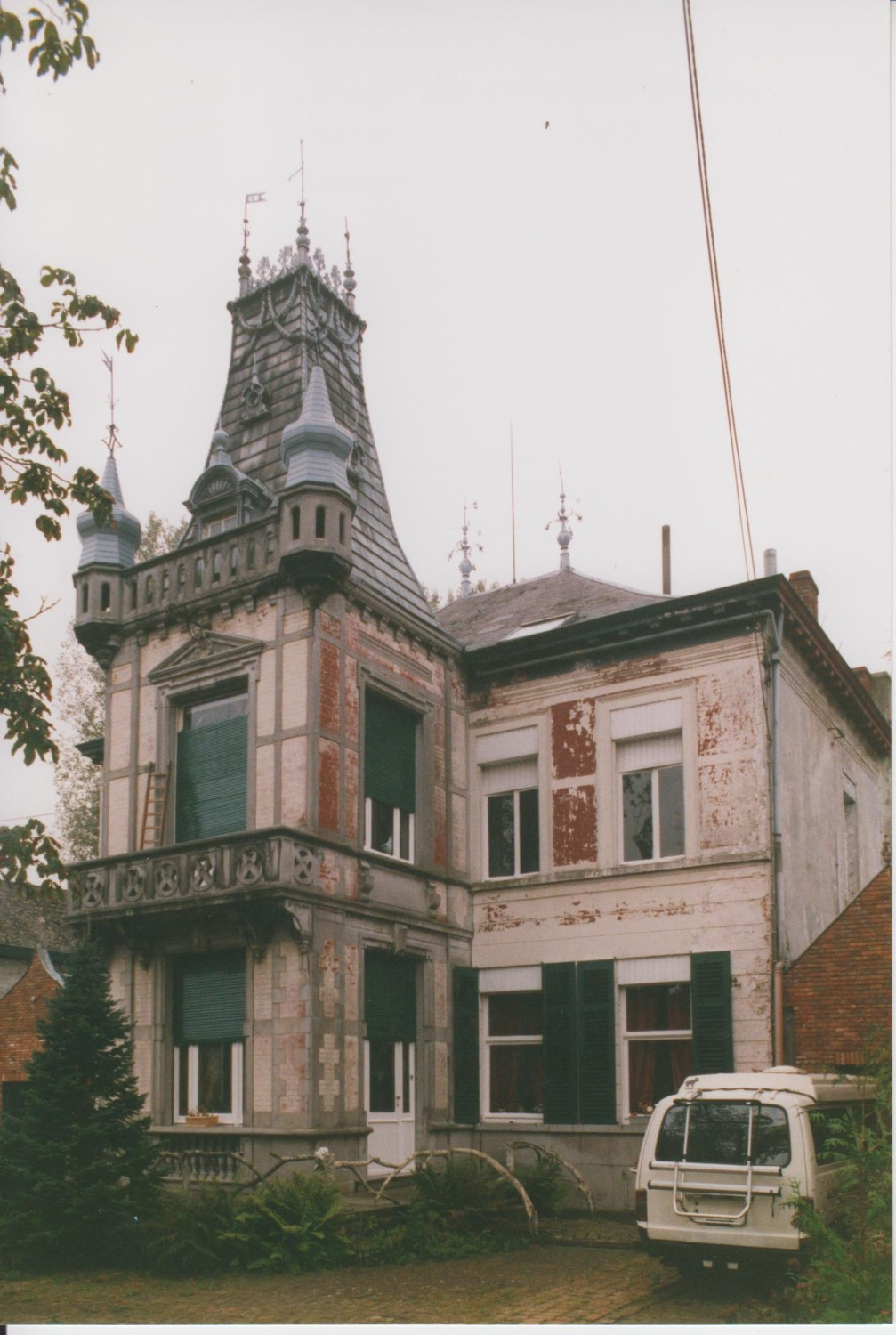
Kasteel d'Harveng

Het Kasteel d'Harveng is een kasteel in de tot de Oost-Vlaamse gemeente Brakel behorende plaats Everbeek-Beneden, gelegen aan de Tamelbroekstraat 16.

## Geschiedenis
Dit kasteel werd in 1840 gebouwd in opdracht van de notarisfamilie d'Harveng. Oorspronkelijk was het een blokvormig dubbelhuis, maar in 1898-1899 werd er nog een toren tegen de voorgevel geplaatst.

## Gebouw
Met name de toren verschaft het gebouw de aanblik van een kasteeltje. Deze toren heeft een vierkante plattegrond en een opvallende, hoge afgeknotte spits. In deze toren bevindt zich het toegangsportaal.